# Seltana Aït Hammou
Seltana Aït Hammou (sinh ngày 21 tháng 5 năm 1980) là một vận động viên chạy cự ly trung bình người Maroc, chuyên về cự ly 800 mét. Cô đại diện cho đất nước của mình tại Thế vận hội Mùa hè 2004 và cũng đã tham dự Giải vô địch thế giới về điền kinh và Giải vô địch trong nhà thế giới IAAF. Cô cũng là người giành huy chương vàng tại một số sự kiện lớn bao gồm Đại hội Thể thao Địa Trung Hải 2001, Đại hội Thể thao Quân sự 2003, Đại hội Thể thao Pan Arab 2007 và Jeux de la Francophonie năm 2009.
Cô đã nhận được lệnh cấm một năm đối với môn thể thao điền kinh năm 2008 vì bỏ lỡ ba bài kiểm tra doping. Cô là em gái của Mina Aït Hammou, một vận động viên đường giữa khác thành công ở Maroc.

## Sự nghiệp
Sinh ra ở Kenitra, cô đã xuất hiện quốc tế đầu tiên cho Maroc tại Giải vô địch quốc gia xuyên quốc gia IAAF năm 1998, nơi cô đứng thứ sáu mươi trong cuộc đua dài. Cô đứng thứ mười hai trong 10.000 mét tại Giải vô địch thế giới thiếu niên năm 1998 về điền kinh và thi đấu trong cuộc đua cơ sở tại Giải vô địch quốc gia xuyên quốc gia IAAF năm 1999. Danh hiệu thiếu niên đầu tiên của anh đã đến tại Giải vô địch điền kinh thiếu niên châu Phi năm 1999, tại đó cô đã giành được 1500 mét bạc sau Jeruto Kiptum. Cô đã thuyết phục chị gái Mina Aït Hammou chuyển từ bóng ném và bóng đá sang điền kinh, điều này dẫn đến nhiều thành công cho cặp đôi. Seltana trẻ hơn là người đầu tiên giành huy chương quốc tế khi cô trở thành 800   m vô địch tại Đại hội Thể thao Địa Trung Hải 2001. Năm sau, cô giành vị trí thứ năm tại Giải vô địch châu Phi năm 2002 về điền kinh và giành được 800   m vàng và huy chương bạc 400 mét tại Đại hội thể thao quân sự châu Phi 2002.
Aït Hammou lần đầu tiên thi đấu trên sân khấu thế giới tại Giải vô địch thế giới năm 2003 về điền kinh, và cô đã tiến gần tới con số 800   m chung kết, đứng thứ ba trong trận bán kết của cô ấy (trong đó em gái của cô ấy đã thắng và tiếp tục giành hạng tư trong trận chung kết). Cô đã khép lại một năm tại Đại hội Thể thao Quân sự 2003 và trở thành 800   m huy chương vàng tại sự kiện.
Cuộc thi trong nhà lớn đầu tiên của cô đến từ Giải vô địch trong nhà thế giới IAAF năm 2004 và cô đã lọt vào bán kết, đứng thứ năm. Thế vận hội đầu tiên của cô cũng đến năm đó tại Thế vận hội Athens 2004 và cô một lần nữa lọt vào bán kết cấp toàn cầu, nhưng cô và em gái phải chịu chung số phận bị loại ở giai đoạn đó. Cuộc thi lớn khác của cô năm đó là Đại hội Thể thao Pan Arab năm 2004 tại Algiers, nơi cô giành huy chương bạc. Cô đã chạy tại Giải vô địch thế giới về điền kinh năm 2005, không vượt qua được sự nóng bỏng, nhưng cô đã ghi được 800/1500   m gấp đôi tại Jeux de la Francophonie năm 2005 vào cuối năm.
Aït Hammou giành được 1500   m huy chương vàng tại Đai hội Thể thao Pan Arab 2007, và cũng đã cùng em gái của mình trong đội tuyển Maroc giành HCB ở nội dung tiếp sức 4 × 400 mét. Sau khi bị loại ở bán kết tại Giải vô địch trong nhà thế giới IAAF 2008, cô đang chuẩn bị thi đấu tại Thế vận hội mùa hè 2008. Tuy nhiên, điều này đã không xảy ra vì cả cô và chị gái đều bị IAAF cấm thi đấu vì đã bỏ lỡ ba trong số các bài kiểm tra doping thi đấu trong khoảng thời gian từ tháng 6 năm 2007 đến tháng 5 năm 2008, dẫn đến việc cấm thi đấu một năm. Cô trở lại vào cuối mùa giải 2009 và thi đấu tại Jeux de la Francophonie năm 2009. Cô đã giành được 800   m vàng và cũng lấy 1500 m đồng trong một cuộc càn quét của người Maroc trong nội dung đó, với Btissam Lakhouad và Siham Hilali các huy chương khác.

## Thành tích cá nhân tốt nhất
| Nội dung | Thời gian (phút) | Địa điểm       | Ngày                |
| -------- | ---------------- | -------------- | ------------------- |
| 800 m    | 1: 59,59         | Gateshead, Anh | 11 tháng 6 năm 2006 |
| 1500 m   | 4: 12.9          | Meknès, Maroc  | 24 tháng 5 năm 2003 |
| 3000 m   | 8: 59,2          | Rabat, Maroc   | 24 tháng 5 năm 1998 |

- Tất cả thông tin được lấy từ hồ sơ IAAF.